# Рижская дума
Рижская дума (латыш. Rīgas dome) — законодательное собрание города Риги, состоящее из 60 депутатов. С 2003 года размещается в восстановленном здании на Ратушной площади в Старом городе. Рижская дума избирает председателя из числа депутатов (должность председателя думы оплачиваемая).

## Заседания Рижской думы
Решения Рижской думы принимаются депутатами на открытых заседаниях. На заседании Рижской думы может присутствовать любой житель самоуправления, журналисты, должностные лица муниципальных и государственных учреждений.

## Комитеты
Для обеспечения своей работы и подготовки вопросов для рассмотрения на своих заседаниях Рижская дума формирует постоянные комитеты, численный и персональный состав которых определяется специальными постановлениями Думы.
Закон «О самоуправлениях» устанавливает, что заседания комитетов являются открытыми.
Обязанности:
- готовят вопросы к рассмотрению на заседаниях Думы
- дают заключения по вопросам, относящимся к их компетенции
- контролируют работу подведомственных им учреждений и предприятий самоуправления
- рассматривают проекты бюджетов подведомственных им учреждений и предприятий самоуправления, контролируют выполнение бюджетов
- утверждают и контролируют сметы расходов отдельных учреждений и предприятий самоуправления
- разрабатывают стратегию долгосрочного развития по вопросам, относящимся к их компетенции
- вносят предложения относительно управления и эксплуатации имущества самоуправления
- осуществляют руководство подведомственными им учреждениями и предприятиями самоуправления при помощи постановлений Рижской думы или распоряжений её председателя
- поручают исполнительным структурам Рижской думы подготовку постановлений Рижской думы
- выполняют другие функции согласно Положению о Рижском самоуправлении и постановлениям Рижской думы

В Рижской думе на июль 2017 года работает 8 комитетов.
- Комитет по финансовым и административным делам (председатель Нил Ушаков)
- Комитет по вопросам безопасности, порядка и предотвращения коррупции (председатель Дайнис Турлайс)
- Комитет образования, культуры и спорта (председатель Эйжения Алдермане)
- Комитет жилья и окружающей среды (председатель Вячеслав Степаненко)
- Комитет городского развития (председатель Максим Толстой)
- Комитет городского имущества (председатель Олег Буров)
- Комитет по делам сообщения и транспорта (председатель Вадим Баранник)
- Комитет по социальным вопросам (председатель Ольга Вейдиня)

## Фракции Рижской думы после выборов 2025 года
| Фракция                            | Председатель        | Число мандатов |  |
| ---------------------------------- | ------------------- | -------------- |  |
| Латвия на первом месте             | Айнарс Шлесерс      | 13             |  |
| Прогрессивные                      | Виестурс Клейнбергс | 11             |  |
| Национальное объединение           | Эдвард Ратниекс     | 10             |  |
| Новое Единство                     | Вилнис Кирсис       | 9              |  |
| Суверенная власть — Молодые латыши | Юлия Степаненко     | 8              |  |
| Стабильность!                      | Алексей Росликов    | 5              |  |
| Объединенный список                | Марис Спринджукс    | 4              |  |